# Brachyprosopus broomi
Brachyprosopus broomi és una espècie extinta de sinàpsid que visqué durant el Permià mitjà en allò que avui en dia és el sud d'Àfrica. Se n'han trobat restes fòssils a les províncies sud-africanes del Cap Occidental, el Cap Oriental i el Cap Septentrional. Es tracta de l'única espècie del gènere Brachyprosopus. Era un dicinodont petit que es caracteritzava per tenir la vora lateral de l'apòfisi quadrada de l'os escatós caragolada cap endavant, de manera que forma una paret lateral a la fossa de l'adductor. El crani feia 130-140 mm de llargada.